# Corvus J
M/S Corvus J – kontenerowiec (znak wywoławczy 5BRV3, nr inentyfikacyjny IMO: 9262895)  bandery cypryjskiej, o nośności 8372 DWT i pojemności 630 TEU, wybudowany w 2003 roku w stoczni Detlef Hegemann Rolandwerft w Berne (Dolna Saksonia, Niemcy). Pierwotnie pływał pod nazwą Maersk Westland, potem jako Dana Gothia. Ma długość 133,6 m, szerokość 19,4 m i zanurzenie maksymalne 9,45 m. Napęd statku zapewnia silnik Maschinenbau Kiel (MaK) /Caterpillar typu 8M43 o mocy 7200 kW, dzięki któremu osiąga na morzu maksymalną szybkość 17 węzłów.  Załogę kontenerowca stanowi 12 marynarzy.
5 grudnia 2012 wieczorem, płynąc ze szkockiego portu Grangemouth do Antwerpii w Belgii i znajdując się na Morzu Północnym około 40 mil od wybrzeża holenderskiego na wysokości Rotterdamu, zderzył się ze statkiem Baltic Ace, płynącym z Zeebrugge (Belgia) do Kotka w Finlandii. W wyniku tej kolizji samochodowiec Baltic Ace zatonął w ciągu kilkunastu minut po otrzymaniu uderzenia w burtę dziobem statku Corvus J. Uszkodzony kontenerowiec, który w pierwszych godzinach po zderzeniu wziął udział w akcji ratowniczej o własnych siłach dopłynął kotwicowisko Westerschelde między Breskens a Vlissingen w Holandii.